# Aloyzas Sakalas
Aloyzas Sakalas (6. července 1931 Anykščiai – 18. července 2022) byl litevský fyzik, politik, člen iniciativní skupiny Sąjūdisu, signatář Zákona o obnovení nezávislosti Litvy a člen Evropského parlamentu.

## Životopis
V letech 1938–1943 docházel do 35. základní školy v Kaunasu. V následujících letech 1943–1945 studoval v chlapeckém gymnáziu Aušros a od roku 1945 až do roku 1949 pokračoval ve studiích na střední škole Komunistické mládeže (Komjaunimo) v Kaunasu. V závěrečném ročníku byl zatčen a od roku 1949 do 1954 byl vězněn za protisovětskou činnost. Do školy se vrátil v roce 1954 a v roce 1955 školu úspěšně zakončil. V roce 1960 s vyznamenáním absolvoval Polytechnický institut v Kaunasu a v roce 1969 obhájil disertaci Doktora fyzikálních a matematických věd na téma „Holo efektas nepusiausvyrinėse sąlygose“ (Holoefekt v nerovnovážných podmínkách). V roce 1976 obhájil disertaci habilitovaného doktora fyzikálních a matematických věd na téma „n - ir p - tipo kadmio selenido elektrinės ir fotoelektrinės savybės“ (elektrické a fotoelektrické vlastnosti selenidu kadmatého n - a p typu). V letech 1960–1965 byl inženýrem Vilniuské kliniky a od roku 1965 do roku 1975 působil jako elektrotechnik Vilniuských nemocničních technických dílen. V tomto období byl také do roku 1969 hlavním inženýrem problémové laboratoře fyziky polovodičů na Vilniuské univerzitě, od roku 1969 do roku 1971 byl vedoucím přednášejícím katedry fyziky polovodičů, od roku 1971 až 1978 její docent a od roku 1978 profesorem na této katedře. Je autorem monografie o fyzice polovodičů, kolem 250 vědeckých statí, 16 vynálezů a dvou objevů.

### Politická činnost
Od roku 1988 byl členem iniciativní skupiny Sąjūdisu. Od téhož roku a do roku 1990 působil jako předseda Vilniuské rady, člen sąjūdiského Seimu. V roce 1989 byl členem iniciativní skupiny Sociálně demokratické strany Litvy a od roku 1989 do roku 1999 byl předseda Sociálně demokratické strany Litvy, později její čestný předseda. Byl členem rady slučovacího sjezdu Sociálně demokratické strany Litvy s Litevskou demokratickou stranou práce. V letech 1990 až 1992 byl poslanec Nejvyšší Rady Litevské Republiky – Obnovujícího Seimu (LR AT), signatář Zákona o obnovení nezávislosti Litvy a v letech 1992–2004 členem Seimu litevské republiky (1992–1996 zástupce předsedy Seimu, v roce 2001 předseda Komise Práva a právnictví), od roku 2004 byl členem Evropského parlamentu.

## Veřejná činnost
Od roku 1996 byl předsedou organizace „Gelbėkit vaikus“ (Zachraňte děti).